# Кадыров, Пиримкул
Пиримкул Кадыров (узб. Pirimqul Qodirov; 26 октября 1928, кишлак Кенгкол, Ура-Тюбинский район, Узбекская ССР — 20 декабря 2010, Ташкент, Узбекистан) — Народный писатель Узбекской ССР (1988).

## Биография
Родился в семье чабана, во время войны подростком работал в колхозе родного кишлака пахарем, косарем, табунщиком.
В 1951 г. окончил факультет востоковедения Ташкентского государственного университета.
Работал старшим научным сотрудником Института языка и литературы Академии наук Узбекистана.
В 1990—2000 гг. — заместитель председателя, председатель Комитета Олий Мажлиса Республики Узбекистан по науке и культуре.
Первое произведение «Студенты» вышло в свет в 1950 г., когда он сам был ещё студентом. Способности молодого прозаика привлекли внимание писателя Абдуллы Каххара. Он стал его наставником и посоветовал поехать учиться в Москву.
По рекомендации Союза писателей Узбекистана в 1951 году П. Кадыров поступил в аспирантуру Литературного института им. Горького, где успешно защитил диссертацию. Затем, в течение девяти лет, он работал в Союзе писателей СССР консультантом по узбекской литературе. В Москве он написал свой первый роман «Три коня» — о новом поколении молодой интеллигенции, пробужденной к активной гражданской деятельности большими переменами, связанными с XX съездам КПСС.
Второй роман писателя — «Чёрные глаза» был посвящён драматическим событиям из жизни горных чабанов, столкнувшихся с должностными злоупотреблениями. Роман был переведен на русский язык и литовский языки и издан в Москве и Каунасе. По повести П. Кадырова «Мои сокровища», рассказывающий о героике труда рабочих, был снят художественный фильм «Твои следы». Экранизированы также и повести «Вольность» и «Наследие».
Автор книг для детей: повести «Приключения Акрама», «Спасение» и «Яйра Поступает в институт». Среди малых произведений писателя популярными стали остросовременные рассказы «Жить хочется» и «Надежда» — они переведены на русский, украинский и другие языки.
Им переведены на узбекский язык «Казаки» Л. Толстого, «Бэла» М. Ю. Лермонтова, «Первые радости» К. Федина, роман «Судьба» туркменского писателя X. Деряева и повесть «Лето» таджикского писателя П. Толиса.
В начале 1980-х годов П. Кадыров написал роман «Звездные ночи» о жизни тимурида З. М. Бабура. Политика, проводимая Р. Абдуллаевой и И. Усманходжаевым в Узбекистане привела к тому, что в 1986 году сочинение П. Кадырова было отрицательно оценёно историком Мавляном Вахабовым. П. Кадыров создал отрицательный образ узбекского правителя Шейбани-хана, что повлияло на оценку деятельности этого правителя в исторической науке Узбекистана в эпоху И. Каримова.

## Награды и звания
- Государственная премия Узбекской ССР имени Хамзы (1981) — за роман «Звёздные ночи»[2]
- Премия Союза писателей СССР (1983) — за роман «Алмазный пояс»
- Медаль «Шухрат» (1994)[3]
- Орден «Эл-юрт хурмати» (1998)[4]
- Орден «Буюк хизматлари учун» (2006)[5]
- лауреат Государственной премии Республики Узбекистан (2017, посмертно)[6]
- Народный писатель Узбекской ССР (1988)
- Заслуженный работник культуры Узбекской ССР